# Катастрофа Boeing 737 в Ростове-на-Дону
Катастрофа Boeing 737 в Ростове-на-Дону — крупная авиационная катастрофа, произошедшая ночью в субботу 19 марта 2016 года. Авиалайнер Boeing 737-8KN авиакомпании Flydubai выполнял регулярный пассажирский рейс FZ981 (позывной — Sky Dubai 981) по маршруту Дубай—Ростов-на-Дону, но в течение 2 часов при сложных погодных условиях пытался два раза совершить заход на посадку в аэропорту Ростова-на-Дону, и в итоге после второй неудачной попытки во время набора высоты лайнер начал резкое снижение и на большой скорости рухнул на землю около ВПП аэропорта Ростова-на-Дону и полностью разрушился. Погибли все находившиеся на его борту 62 человека — 55 пассажиров и 7 членов экипажа.
Расследование причин катастрофы проводила комиссия российского Межгосударственного авиационного комитета (МАК) при участии экспертов из ОАЭ, США и Франции.
Согласно промежуточному отчёту МАК, к катастрофе привела одновременная отдача экипажем штурвала «от себя» и перекладка стабилизатора на пикирование, вследствие чего началось неконтролируемое пикирование самолёта, из которого экипаж уже не смог его вывести.
Согласно окончательному отчёту МАК, причиной катастрофы стали ошибочные действия экипажа.

## Сведения о рейсе 981

### Авиакомпания
Flydubai (ИАТА — FZ, ИКАО — FDB) — государственная авиакомпания-лоукостер Объединённых Арабских Эмиратов с хабом в аэропорту Дубай. Глава авиакомпании, шейх Ахмед бин Саид Аль-Мактум, также возглавляет крупную авиакомпанию ОАЭ — Emirates.
Flydubai начала полёты в 2009 году и быстро расширялась; к марту 2016 года маршрутная сеть авиакомпании охватывала более 90 направлений в 45 странах, включая маршруты в 10 российских городах. С сентября 2013 года Flydubai начала летать в Ростов-на-Дону с частотой 2 раза в неделю. Весь авиапарк Flydubai на тот момент состоял из Boeing 737-800.
У авиакомпании были высокие показатели безопасности, и катастрофа в Ростове-на-Дону стала её первым авиационным происшествием с человеческими жертвами. В 2015 году Flydubai прошла аудит безопасности ИАТА и за несколько дней до катастрофы стала её официальным членом. После катастрофы пилоты авиакомпании высказали свою обеспокоенность проблемами, связанными с переутомлением на работе. В анонимных беседах с BBC они сообщили, что графики работы не позволяли им полноценно отдохнуть между сменами; также один из пилотов сообщил, что с начала 2016 года из авиакомпании уволились примерно 25 пилотов из 600, в основном из-за проблем с переутомлением и неудобным графиком. Авиакомпания отказалась обсуждать с BBC конкретные случаи увольнений пилотов, сославшись на конфиденциальность личных данных сотрудников.

### Самолёт
Boeing 737-8KN (регистрационный номер A6-FDN, заводской 40241, серийный 3517) был выпущен американской компанией «Boeing» в 2010 году (первый полёт совершил 21 декабря под тестовым б/н N1786B). 24 января 2011 года был передан авиакомпании Flydubai. Оснащён двумя турбовентиляторными двигателями CFM International CFM56-7B27. На день катастрофы 5-летний авиалайнер совершил 9420 циклов «взлёт-посадка» и налетал 21 252 часа. За всё время эксплуатации ни разу не ремонтировался и регулярно проходил техническое обслуживание. Техобслуживание по форме C-check прошёл за 2 месяца до катастрофы (21 января 2016 года).
В самолёте, рассчитанном на перевозку до 189 пассажиров, летели 55 пассажиров. Взлётная масса самолёта составляла 68 тонн при центровке 17,3 % средней аэродинамической хорды (САХ), что не превышало установленных ограничений (79 тонн и 10-31 % САХ). Самолёт был заправлен количеством авиатоплива, достаточным для 8,5 часов полёта; он пробыл в воздухе 6 часов.

### Экипаж
Экипаж рейса FZ981 состоял из 7 человек — 2 пилота и 5 бортпроводников. Состав экипажа был таким:
- Командир воздушного судна (КВС) — 38-летний Аристос Сократус (греч. Άριστος Σωκράτους), киприот[2][17]. Налетал 5965 часов, 4682 из них на Boeing 737 (1056 из них в качестве КВС)[1][6]. Получил допуск к полётам в качестве командира за 1,5 года до катастрофы (минимальный налёт для работы КВС во Flydubai равен 5000 часов)[18]. Начал лётную карьеру 23 апреля 2004 года в кипрской бюджетной авиакомпании Helios Airways, но потерял работу из-за банкротства авиакомпании после авиакатастрофы в 2005 году[19]. После этого он работал пилотом Boeing 737 Classic в авиакомпаниях XL Airways UK (с 23 декабря 2006 года по 12 сентября 2008 года) и Malaysia Airlines (с 12 февраля 2011 года по 12 сентября 2012 года)[18], а 30 сентября 2012 года устроился в авиакомпанию Flydubai, в которой проработал 3 года и 5 месяцев и был квалифицирован на второго пилота Boeing 737-800 (в январе 2015 года был повышен до командира)[1]. На момент рейса в Ростов-на-Дону подал заявление об уходе, так как уже получил предложение от авиакомпании Ryanair[18][20]. Как сообщили «BBC» его коллеги по авиакомпании, одной из основных причин его увольнения стало сильное переутомление[10]. Супруга КВС была беременна их первым ребёнком в то время, когда произошла катастрофа[18][21].
- Второй пилот — 37-летний Алехандро Алава Крус (исп. Alejandro Álava Cruz), испанец[2][17]. Налетал 5767 часов (в основном на лёгких или турбовинтовых самолётах Cessna 421, ATR 42/72, а также на Airbus A320), свыше 1100 из них на Boeing 737[1]. Устроился в авиакомпанию Flydubai 24 августа 2014 года (проработал в ней 1 год и 6 месяцев)[1], проработав ранее в небольших региональных авиакомпаниях — канарской Naysa (с 25 февраля 2009 года по 17 апреля 2014 года) и польских White Eagle Aviation и Bingo Airways[22].

По заявлению руководства авиакомпании Flydubai, оба пилота уже имели опыт полётов и посадок в Ростове-на-Дону, однако в окончательном отчёте расследования МАК было отмечено, что для обоих пилотов это был первый полёт в Ростов-на-Дону. Допустимый минимум погоды для обоих пилотов соответствовал категории ИКАО III А.
В салоне самолёта работали 5 бортпроводников:
- Хавьер Курбело Каро (исп. Xavier Curbelo Caro) — старший бортпроводник (Испания),
- Максим Айдрюс (англ. Maxim Aidrus) (Россия),
- Жылдыз Насирдинова (англ. Zhyldyz Nasirdinova) (Кыргызстан),
- Лаура Де Ла Крус Рока (исп. Laura De La Cruz Roca) (Колумбия),
- Алекс Конфе (англ. Alex Confait) (Сейшельские острова).

### Метеорологические условия
На момент катастрофы в аэропорту Ростов-на-Дону ветер у земли был 13 м/сек, порывы 18 м/сек, направление 230° (посадочный курс ВПП № 22 равен 218°; боковой ветер почти отсутствовал). Видимость 7000 метров, слабый ливневый дождь, температура воздуха +6,3 °С. От земли до высоты 1000 метров отмечалась умеренная турбулентность (вызывающая болтанку самолётов). Высота нижней границы разбросанной облачности (4 октанта) составляла 420 метров, у значительной кучево-дождевой облачности (5-7 октантов) — 1080 метров, у сплошной облачности (8 октантов) — 3000 метров. В облаках в слое 900—1500 метров отмечалось умеренное обледенение.
В целом метеорологические условия были сложными, но не препятствовали выполнению полётного задания и соответствовали условиям для полёта по ППП.

## Хронология событий

### Вылет
Согласно расписанию, рейс FZ981 должен был вылететь из аэропорта Дубай в 21:45 GST и прибыть в Ростов-на-Дону в 01:20 MSK. В 22:22 GST, с 35-минутным опозданием, рейс 981 отошёл от гейта и в 22:37 вылетел из Дубая; приблизительное время посадки было перенесено на 01:40 по GMT+3. Обратный рейс из Ростова-на-Дону в Дубай по расписанию был запланирован на 02:20. В качестве запасных аэродромов рейсу FZ981 были назначены Краснодар и Волгоград.
Полёт до Ростова-на-Дону проходил в штатном режиме на эшелоне FL360 (10 950 метров).

### Первый заход на посадку
После 4-часового полёта, в 01:39, самолёт в режиме ручного пилотирования начал заход на посадку в аэропорту Ростов-на-Дону. В течение 20 минут перед этим в аэропорту с первого захода приземлились два других самолёта — рейс SBI 1159 (в 01:23) и рейс U6 2758 (в 01:28). В 01:42, когда рейс FZ981 снизился до 340 метров и находился в 6,7 километрах от порога взлётной полосы № 22, экипаж получил предупреждение от бортовой системы о наличии сдвига ветра на посадочной прямой. Сообщив об этом авиадиспетчеру, пилоты приняли решение повторить заход на посадку.
В 01:49 лайнер набрал высоту до эшелона FL80 (2450 метров) и ушёл в зону ожидания в 60 километрах от аэропорта Ростов-на-Дону. В 02:27, для предотвращения начинающегося обледенения, лайнер поднялся до эшелона FL150 (4550 метров). Самолёт провёл в зоне ожидания почти 2 часа, ожидая улучшения погодных условий в районе аэропорта. Вскоре после первого неудачного захода на посадку рейса FZ981 в аэропорту Ростов-на-Дону попытался приземлиться рейс SU1166 «Аэрофлота» (самолёт Sukhoi Superjet 100), но в 02:20 после трёх неудачных заходов на посадку (в 01:54, 02:07 и 02:17) его экипаж принял решение следовать на запасной аэродром (Пашковский, Краснодар), где самолёт приземлился в 02:59.

### Второй заход на посадку, катастрофа
В 03:23 рейс FZ981 запросил у авиадиспетчера разрешение начать повторный заход на посадку. В 03:29:30 самолёт начал снижение для выполнения захода. Согласно опубликованной в интернете расшифровке радиопереговоров экипажа с авиадиспетчером, пилоты сообщили, что в случае неудачи их второй попытки они наберут высоту до эшелона FL80 (2450 метров). В 03:36, когда рейс 981 находился в 19 километрах от порога ВПП № 22, он захватил сигнал курсо-глиссадной системы (КГС) захода на посадку. Экипаж подтвердил это диспетчеру и продолжил снижение. Когда лайнер снизился до 600 метров, экипаж отключил автопилот и автомат тяги, и продолжил снижение в ручном режиме, ориентируясь на указания КГС. Снижение проходило без существенных отклонений от глиссады.
В 03:40, когда самолёт снизился до 220 метров и находился в 4,5 километрах от порога ВПП, пилоты приняли решение прекратить заход на посадку. Они сообщили об этом диспетчеру: Ухожу на второй круг, Скай Дубай 981 (англ. Going around, Sky Dubai 981). Диспетчер посадки, согласно установленной процедуре, передал рейс диспетчеру круга и сообщил экипажу новую радиочастоту для связи: Скай Дубай 981, работайте с Ростов-Радар на 121,2 (англ. Sky Dubai 981, contact Rostov Radar on 121,2). Экипаж подтвердил это словами: 121,2, пока-пока (англ. 121,2, bye-bye), что стало их последним радиосообщением в эфире. Лайнер увеличил скорость и начал набирать высоту, но после достижения высоты примерно в 1000 метрах внезапно начал резкое пикирование и в 03:41:49 вертикально врезался в землю и был полностью разрушен.
Рейс FZ981 рухнул на землю рядом с левым краем ВПП № 22 в 120 метрах от её входного торца. В 03:42 диспетчер аэропорта сообщил о катастрофе в МЧС России. На видеозаписях камер наблюдения, опубликованных в интернете после катастрофы, видно, как самолёт врезается в землю под крутым углом и взрывается: на одной из записей виден момент ухода самолёта на второй круг, когда он начинает набор высоты, скрывается за облаками, а через несколько секунд падает сквозь облака вниз.
Относительно небольшой радиус разброса обломков (максимальное удаление по длине 904,5 метра, по ширине — 185 метров), и их малый размер — по словам источника в экстренных службах: «даже самая прочная часть самолёта — тележка шасси, магниевые диски — разлетелись» — свидетельствовали (по словам этого источника) о большой скорости и угле удара самолёта о землю. При катастрофе также было разрушено 332,5 м² покрытия ВПП № 22 и часть её свето-технического оборудования. В поисково-спасательных работах на месте катастрофы были задействованы 840 человек и 107 единиц техники. Аэропорт Ростов-на-Дону был закрыт до 06:00 21 марта.
- Общий вид места катастрофы
- Обломок фюзеляжа рейса 981
- Обломки рейса 981 на ВПП №22

### Погибшие
| Гражданство         | Пассажиры | Экипаж | Всего |
| ------------------- | --------- | ------ | ----- |
| Россия              | 44        | 1      | 45    |
| Украина             | 8         | 0      | 8     |
| Индия               | 2         | 0      | 2     |
| Узбекистан          | 1         | 0      | 1     |
| Испания             | 0         | 2      | 2     |
| Кипр                | 0         | 1      | 1     |
| Колумбия            | 0         | 1      | 1     |
| Кыргызстан          | 0         | 1      | 1     |
| Сейшельские острова | 0         | 1      | 1     |
| Всего               | 55        | 7      | 62    |

Погибли все находившиеся на борту самолёта 62 человека — 7 членов экипажа и 55 пассажиров (включая четверых детей); 1 член экипажа (бортпроводник) и 44 пассажира были гражданами России. Большинство пассажиров были клиентами туристической компании «Натали турс», возвращавшимися с отдыха в ОАЭ. Одна из клиенток туркомпании, 34-летняя Эльвира Исаева, имевшая билет на этот рейс, опоздала на трансфер в аэропорт и не попала на самолёт.
Спасатели обнаружили 4295 фрагментов тел погибших, которые были отправлены в Российский центр СМЭ в Москве для проведения молекулярно-генетической и судебно-медицинской экспертиз. По словам министра здравоохранения Ростовской области, процедура идентификации останков должна была занять около 2 месяцев и завершиться приблизительно 20 мая.
По распоряжению губернатора Ростовской области Василия Голубева, в первую годовщину катастрофы в сквере перед аэропортом Ростов-на-Дону был открыт памятник её жертвам.

## Реакция
Соболезнования семьям погибших выразили:
- президент России Владимир Путин[50],
- председатель Правительства России Дмитрий Медведев[51],
- генеральный секретарь ООН Пан Ги Мун[52],
- премьер-министр ОАЭ Мохаммед ибн Рашид Аль Мактум[53],
- премьер Госсовета Китая Ли Кэцян[54],
- федеральный канцлер Германии Ангела Меркель[55],
- папа Римский Франциск[56],
- президент Азербайджана Ильхам Алиев[57],
- президент Беларуси Александр Лукашенко[58],
- президент Грузии Георгий Маргвелашвили[59],
- президент Казахстана Нурсултан Назарбаев[60],
- президент Кипра Никос Анастасиадис[61],
- президент Польши Анджей Дуда[62],
- президент Узбекистана Ислам Каримов[63],
- президент Украины Пётр Порошенко[64].

Также соболезнования выразили правительства других стран и руководство авиакомпании Flydubai.
Жители Киева, Кишинёва и Ташкента возложили цветы к российским посольствам.
Решением губернатора Ростовской области Василия Голубева день 20 марта в области был объявлен днём траура, а семьям каждого погибшего жителя области была выплачена материальная помощь в размере 1 000 000 рублей.
21 марта авиакомпания Flydubai открыла в Ростове-на-Дону центр поддержки родственников жертв катастрофы. Авиакомпания объявила, что в соответствии с её Условиями перевозки она выплатит семьям погибших финансовую помощь «для обеспечения немедленных финансовых нужд» в размере $ 20 000 (1,355 млн рублей) на пассажира, однако выплатила только по 135 500 рублей. Сразу после возобновления работы аэропорта авиакомпания Flydubai продолжила свои полёты в Ростов-на-Дону, при этом в знак уважения к погибшим сменив номер рейса Дубай—Ростов-на-Дону с FZ981 на FZ935. Спустя месяц после авиакатастрофы Flydubai открыла в интернете мемориальный сайт, посвящённый жертвам катастрофы рейса 981.
23 марта из рядов Рижской Муниципальной полиции за свой комментарий об авиакатастрофе в социальной сети «Facebook» был уволен Янис Брушевиц.
24 марта наследный принц Абу-Даби Мухаммад бен Зайд аль-Нахайян прилетел в Москву для обсуждения хода расследования причин катастрофы с Президентом России Владимиром Путиным.
Авиационные эксперты отметили схожесть катастрофы в Ростове с авиакатастрофой в Казани в 2013 году; в обоих случаях Boeing 737 упал около ВПП аэропорта при большом угле и скорости падения после прерванного захода на посадку. Согласно окончательному отчёту МАК, в казанской авиакатастрофе были виноваты пилоты, хотя представитель Росавиации в комиссии оспорил эти выводы, заявив в представленном «особом мнении», что МАК проигнорировал возможные конструктивные дефекты в системе управления рулём высоты самолётов типа Boeing 737. В 2015 году Росавиация направляла письмо в МАК с требованием срочной доработки системы управления рулей высоты Boeing 737, в ответ на который МАК приостанавливал подтверждение лётной годности и типовой сертификации самолёта.
28 марта член Общественной палаты Артём Кирьянов призвал Росавиацию и МАК «рассмотреть вопрос о немедленном отзыве сертификата» всех Boeing 737 Classic и Next Generation, эксплуатирующихся российскими авиакомпаниями, «до полного выяснения причин катастрофы». После обнародования этой новости в США акции компании «Boeing» на Нью-Йоркской фондовой бирже упали на 0,81 %. На следующий день после обращения Кирьянова МАК заявил, что его специалисты пока не выявили каких-либо отказов систем самолёта, но в компанию «Boeing» был отправлен запрос об информации по предыдущим схожим инцидентам с Boeing 737. По мнению экспертов, даже в случае наличия неких конструктивных дефектов в Boeing 737 запрет на его эксплуатацию в России маловероятен, так как это может привести к банкротству ряда авиакомпаний в стране.

## Страхование и возмещение ущерба
12 апреля американская юридическая фирма «Ribbeck Law», выступая от имени родственников жертв катастрофы, начала судебный процесс против компании «Boeing» в суде округа Кук в США. Как сообщили представители фирмы, они намерены установить с помощью суда виновников катастрофы и добиться выплат потерпевшим в размере $ 5 000 000 за каждого погибшего. Иск был инициирован после заключения фирмой контракта с родителями одного из пассажиров, однако фирма заявила, что собирается подписать подобные контракты «с большей частью родственников» пассажиров рейса Flydubai-981.

## Расследование
Расследование обстоятельств и причин авиакатастрофы рейса FZ981 проводил Межгосударственный авиационный комитет (МАК). Также к расследованию были привлечены эксперты из Объединённых Арабских Эмиратов (страны-регистрации и эксплуатанта самолёта), США (страны-разработчика и производителя самолёта) и Франции (страны-разработчика двигателей). В американскую группу вошли следователи из Национального совета по безопасности на транспорте (NTSB), специалисты из компании «Boeing» и представители Федерального управления гражданской авиации США. Для оценки состояния и действий экипажа МАК также привлёк линейных пилотов и лётчиков-испытателей из России, США и ОАЭ.
Следственный комитет РФ возбудил уголовное дело по статье 263, ч. 3 УК РФ («Нарушение правил безопасности движения и эксплуатации воздушного транспорта, повлёкшее по неосторожности смерть двух и более лиц») и задействовал в уголовном следствии более 50 своих сотрудников. По словам представителя СК РФ Владимира Маркина, отрабатывались различные версии катастрофы, среди которых «ошибка в действиях экипажа самолёта, техническая неисправность борта, сложные метеоусловия и другие факторы». Версия о теракте была исключена на ранних этапах расследования, поскольку следов взрывчатых веществ на обломках лайнера обнаружено не было.

### Ход расследования
20 марта специалисты МАК закончили обследование места столкновения самолёта с землёй и составили схему авиационного происшествия. Специалисты комиссии совместно с представителями ОАЭ начали анализ данных радиолокационного обзора, переговоров экипажа с диспетчером и метеорологической информации. Оба бортовых самописца, найденные на месте катастрофы, были доставлены в лабораторию МАК в Москве для расшифровки.
20 и 21 марта специалисты МАК совместно со специалистами ОАЭ и Франции вскрыли защищённые накопители бортовых самописцев, извлекли модули памяти, и загрузили содержащуюся в них информацию на компьютер. Оба самописца были работоспособны в полёте и регистрировали информацию вплоть до столкновения самолёта с землей. При катастрофе речевой самописец (CVR) получил гораздо более серьёзные механические повреждения, чем параметрический (FDR), но качество записи на обоих было признано хорошим. Специалисты приступили к расшифровке и анализу скопированной информации и составлению транскрипции — «выписке» переговоров экипажа. Также они начали синхронизацию информации самописцев, данных ОВД и метеорологической информации.
21 марта специалисты в Ростове-на-Дону закончили сбор фрагментов лайнера на месте катастрофы и приступили к их идентификации и «выкладке» в ангаре Ростовского завода гражданской авиации № 412. Специалисты МАК в Москве совместно со специалистами авиакомпании Flydubai, следователями из ОАЭ и при участии экспертов из Испании и Кипра, приступили к сбору и анализу материалов по лётной годности авиалайнера, подготовке к полёту и подготовке экипажа.
23 марта члены комиссии МАК при участии иностранных специалистов начали анализ метеорологической обстановки в районе аэропорта Ростова-на-Дону, работоспособности его наземных радиотехнических средств, а также анализ действий специалистов службы УВД и метеослужбы. При анализе они также использовали данные, зарегистрированные при диспетчерском обслуживании других самолётов, выполнявших полёты в данном районе. С использованием записей бортовых самописцев и технической и лётной документации они начали проводить анализ работоспособности всех систем лайнера, включая системы управления самолётом и двигателями, а также анализ состояния и действий экипажа в течение всего полёта.
29 марта МАК заявил, что его специалисты совместно со специалистами ОАЭ, США и Франции расшифровали более 1 часа записи речевого самописца, включая участок заключительного этапа полёта, но не планируют предавать гласности переговоры экипажа, сославшись на международные и российские правила расследования авиационных происшествий. МАК также сообщил, что специалисты комиссии приступили к исследованию сохранившихся агрегатов и элементов системы управления самолёта. В компанию «Boeing» был направлен запрос на предоставление технической документации для оценки работоспособности систем Boeing 737-800, а также запрос об информации по всем инцидентам с самолётами «Boeing» со схожими сценариями развития ситуации. Лаборатория МАК приступила к подготовке данных для проведения математического моделирования полёта и восстановления траектории полёта самолёта с аудио-визуальной реконструкцией происшествия.
К 8 апреля специалисты МАК завершили идентификацию и выкладку фрагментов самолёта, а также отбор узлов и агрегатов для проведения дальнейших исследований в целях установления работоспособности системы продольного управления самолётом. Были завершены расшифровка и протоколирование 2 часов звуковой информации речевого самописца и начата работа по переводу переговоров экипажа с английского и испанского на русский язык и идентификация голосов на записи, для чего МАК привлёк специалистов из ОАЭ, США и Испании.
В сентябре 2017 года в СМИ появилась информация, что эксперты, расследующие причины катастрофы, обратили пристальное внимание на работу системы Head-Up Display (HUD) — системы индикации параметров на стекле перед глазами пилота. Такая система устанавливается на более современных типах самолётов, но по заказу авиакомпании Flydubai ею был оснащён разбившийся борт A6-FDN, и это стало первым случаем катастрофы с самолётом, оборудованным такой системой. Специалисты фирмы-разработчика системы «Rockwell Collins» (США) были намерены восстановить последовательность индикации параметров на стекле-дисплее, что позволило следствию установить, как эти показания могли повлиять на принятие решений командиром экипажа.

### Выводы

#### Заявления МАК
- 29 марта МАК сообщил, что по результатам предварительного анализа информации бортовых самописцев не было выявлено каких-либо отказов систем и агрегатов самолёта или силовых установок. Самолёт имел действующий сертификат лётной годности, проходил необходимое техническое обслуживание и на момент вылета был полностью исправен[92].
- 8 апреля МАК добавил, что на основании полученной информации пилоты рейса FZ981 имели действительные свидетельства пилотов, прошли необходимую подготовку, имели достаточный налёт на данном типе самолёта и имели все необходимые документы. По результатам исследования метеорологической информации было установлено, что фактическая погода в районе аэропорта на момент авиационного происшествия соответствовала прогнозируемой погоде; метеорологическое оборудование в аэропорту Ростов-на-Дону было проверено, исправно и работоспособно, и метеорологическое обеспечение полёта соответствовало предъявляемым требованиям[30].
- Согласно данным в отчёте МАК от 20 апреля, КГС, дальний и ближний приводные радиомаяки, светосигнальная система и система визуальной индикации глиссады (PAPI) в аэропорту Ростова-на-Дону находились в исправном состоянии и работали в штатном режиме. Радиосвязь между экипажем и авиадиспетчером была устойчивой и замечаний по её качеству не было[1].

#### Промежуточный отчёт расследования
Согласно промежуточному отчёту расследования причин катастрофы рейса FZ981, опубликованному МАК 20 апреля 2016 года, по результатам расшифровки бортовых самописцев была установлена следующая последовательность событий последних минут полёта самолёта.
В процессе второго захода на посадку, осуществлявшегося в режиме ручного пилотирования, экипаж на высоте 220 метров и за 4,5 километра до ВПП № 22 принял решение прервать заход на посадку и инициировал набор высоты; перед этим индикаторная скорость самолёта в течение трёх секунд увеличилась на ~37 км/ч (до 326 км/ч). Согласно отчёту комиссии, решение уйти на второй круг, возможно, было вызвано опасением экипажа, что данное ускорение самолёта свидетельствует о наличии сдвига ветра — природного феномена, потенциально опасного для самолётов на малой высоте. Набор высоты пилоты осуществляли с вертикальной скоростью до 20 м/сек и выводом двигателей на максимальный взлётный режим 101—102 % (N1). В процессе ухода на второй круг экипаж также убрал закрылки на 15° и убрал шасси.
Когда самолёт поднялся до высоты 580 метров, угол тангажа лайнера достиг 18° и пилотирующий лётчик отклонил штурвал «от себя» для предотвращения дальнейшего роста кабрирования и возможного последующего сваливания. Отклонение штурвала привело к росту поступательной скорости — когда она превысила 370 км/ч, закрылки автоматически ушли с 15° до 10°. Кратковременное уменьшение режима двигателей в течение трёх секунд привело к уменьшению скорости и выпуску закрылков на 15°. Однако последующее повторное выведение экипажем двигателей на максимальный взлётный режим вновь привело к возрастанию скорости и повторной автоматической уборке закрылков до 10°. В этом положении закрылки оставались до столкновения с землёй.
Пилотирующий лётчик отклонением штурвала «на себя» продолжил набор высоты с вертикальной скоростью до 16 м/сек. На высоте 900 метров, одновременно с очередной отдачей штурвала «от себя», горизонтальный хвостовой стабилизатор самолёта был отклонён на пикирование с −2,5° до +2,5°. При этом параметрический самописец зарегистрировал нажатие пилотом в течение 12 секунд переключателя электропривода стабилизатора, расположенного на штурвале, для постепенной перекладки стабилизатора на пикирование, а речевой самописец в то же время зафиксировал характерный звук вращения колеса ручного управления стабилизатором, расположенного на центральном пульте кабины пилотов.
Согласно отчёту МАК, одновременная отдача штурвала «от себя» и отклонение стабилизатора на пикирование привели к переходу лайнера из набора высоты в энергичное снижение примерно с высоты 1000 метров, сопровождавшееся отрицательной перегрузкой до −1 g. Последующие действия экипажа не позволили предотвратить столкновение самолёта с землёй. Столкновение произошло на скорости более 600 км/ч с углом тангажа на пикирование более 50°.
В промежуточном отчёте расследования МАК не проясняются мотивы действий пилотов, приведшие к катастрофе. Однако указывается, что комиссия по расследованию среди прочего теперь планирует «исследование психо-эмоционального и физиологического состояния членов экипажа с учётом данных о режиме труда и отдыха», а также продолжит «работу по сбору и анализу информации о подготовке экипажа». В отчёте также содержится рекомендация авиакомпаниям организовать для пилотов дополнительное изучение процедуры ухода на второй круг в различных условиях, а также внести элементы ухода на второй круг в программу тренажёрной подготовки пилотов. По окончании расследования причин катастрофы комиссией будет подготовлен Окончательный отчёт.

#### Окончательный отчет расследования
25 ноября 2019 года МАК опубликовал окончательный отчёт расследования причин катастрофы рейса FZ981. Эксперты пришли к выводу, что катастрофа произошла из-за ошибочных действий экипажа.

## Культурные аспекты
Катастрофа рейса 981 Flydubai показана в 22 сезоне канадского документального телесериала Расследования авиакатастроф в серии Зона ожидания.

### Комментарии
1. ↑  Здесь и далее указано местное время в Ростове-на Дону (MSK)
2. ↑  Sky Dubai — радиопозывной самолётов авиакомпании Flydubai